# Marian Jaźwiecki
Marian Jaźwiecki (ur. 27 października 1895 we Lwowie, zm. 22 września 1920 pod Gibami) – żołnierz Legionów Polskich, oficer Wojska Polskiego w II Rzeczypospolitej, kawaler Orderu Virtuti Militari.

## Życiorys
Urodził się w rodzinie Stanisława i Karoliny z Dereszów. Absolwent szkoły realnej we Lwowie, członek Związku Strzeleckiego. W 1914 wstąpił do Legionów Polskich i otrzymał przydział do 1 pułku piechoty. Po kryzysie przysięgowym ukrywał się przed władzami austriackimi.
W listopadzie 1918 walczył w obronie Lwowa. W tym też roku wstąpił do odrodzonego Wojska Polskiego i otrzymał przydział do 11 kompanii 5 pułku piechoty Legionów. W jego składzie walczył na froncie polsko-bolszewickim. W bitwie pod Gibami przeciwko Litwinom, w krytycznej sytuacji, pod silnym ostrzałem nieprzyjaciela, poderwał kompanię do natarcia. Zginął podczas walki. Za czyn ten odznaczony został pośmiertnie Krzyżem Srebrnym Orderu Virtuti Militari.

## Ordery i odznaczenia
- Krzyż Srebrny Orderu Virtuti Militari (nr 7990)[1]
- Krzyż Niepodległości – 8 listopada 1937 „za pracę w dziele odzyskania niepodległości”[3]
- Krzyż Walecznych[1]